# Analyse des modes de défaillance, de leurs effets et de leur criticité
 (juillet 2019).
Si vous disposez d'ouvrages ou d'articles de référence ou si vous connaissez des sites web de qualité traitant du thème abordé ici, merci de compléter l'article en donnant les références utiles à sa vérifiabilité et en les liant à la section « Notes et références ».
L'Analyse des modes de défaillance, de leurs effets et de leur criticité (AMDEC) est un outil de sûreté de fonctionnement (SdF) et de gestion de la qualité. AMDEC est la traduction de l'anglais FMECA (Failure Modes, Effects and Criticality Analysis, litt. « analyse des modes, des effets et de la criticité des défaillances »), désignation d'une méthode élaborée par l'armée américaine dans les années 1940.
L'AMDEC se distingue de l'AMDE (Analyse des modes de défaillance et de leurs effets, traduction de l'anglais FMEA ou Failure Modes and Effects Analysis) par une quantification portée par la notion de criticité C.
La criticité d'un mode de défaillance se détermine généralement par le produit (indice de fréquence) × (indice de gravité) × (indice de détection). Ces indices sont définis par le client, l'entreprise qui fixe également un seuil d'acceptabilité, au-dessus duquel toute criticité doit être réduite, par un moyen à définir (reprise de conception, plan de maintenance, action de surveillance, etc.).
Pour exemple, imaginons une machine équipée de pneumatiques, pour diminuer la criticité d'une crevaison jugée inacceptable, on pourrait décider de reprendre la conception et minimiser :
- l'indice de fréquence, en améliorant la structure du pneu, voire en utilisant un pneu increvable ;
- l'indice de gravité, en utilisant des roues jumelées ;
- l'indice de détection, en équipant le poste de conduite de témoins de pression pneumatique.

De telles analyses peuvent être adaptées à toute interrogation dans tout domaine. Elles peuvent servir de base, entre autres, aux analyses de fiabilité, maintenabilité, disponibilité, sécurité (au sens de sûreté) et testabilité, regroupées dans la sûreté de fonctionnement, autant que celles liées à la qualité.
Le but est de hiérarchiser les actions d'amélioration à conduire sur un processus, un produit, un système en travaillant par ordre de criticité décroissante.

## Démarche
Qu'elle porte sur un produit, un service, un système, un processus, la réalisation d'une AMDEC doit être collective, exhaustive et systématique.
L'AMDEC est une démarche normalement collective. Idéalement, les différents participants représentent des points de vue ou expertises divers (conception, fabrication, exploitant, etc.) et ont un pouvoir décisionnel pour engager le cas échéant des mesures correctives.
Systématisme et exhaustivité sont assurés par l'examen de chaque mode de défaillance pour tous les composants du système ou, en approche fonctionnelle, de tous les trinômes fonction / critère / paramètre.
Pour chaque mode :
- on identifie et évalue :
  - sa (ses) cause(s) et l'indice de fréquence (classe d'occurrence),
  - ses effets et l'indice de gravité (classe de sévérité),
  - les mesures mises en place pour détecter la défaillance et l'indice de détection (classe de probabilité de détection) ;
- on calcule la criticité : (indice de fréquence) × (indice de gravité) × (indice de détection) ;
- si la criticité seuil est atteinte, on engage des actions correctives ;
- si le but poursuivi est l'amélioration, on traitera en priorité les causes des modes de défaillance présentant les plus fortes criticités.

Remarque : Dans certaines applications, on utilise les probabilités au lieu des indices.

## Évaluation de la criticité
On utilise en général des grilles d'évaluations adaptées au problème à étudier. Les différents éléments sont notés la plupart du temps de 1 à 10 (il ne faut jamais coter zéro). Cependant, l'expérience peut amener certaines entreprises à utiliser une notation de 1 à 5.
À titre d'exemple, voici trois grilles de cotation graduées de 1 à 10 ; seuls trois niveaux sont présentés (1, 5 et 10).
| Note F | Fréquence ou probabilité d'apparition | Note G | Gravité                                      | Note D | Probabilité de non-détection                                    |
| ------ | ------------------------------------- | ------ | -------------------------------------------- | ------ | --------------------------------------------------------------- |
| 10     | Permanent                             | 10     | Mort d'homme ou catastrophe environnementale | 10     | Aucune probabilité de détection                                 |
| 5      | Fréquent                              | 5      | Conséquences financières et/ou matérielles   | 5      | Un système de détection est en place mais n'est pas infaillible |
| 1      | Invraisemblable                       | 1      | Pas grave                                    | 1      | Le système de détection est infaillible                         |

On évalue la criticité, parfois appelée IPR (dans la formule, indiqué par la lettre C de Criticité).
L’Indice de Priorité de Risque (IPR) est un outil clé dans l’analyse AMDEC. Il permet d’évaluer et de prioriser les risques associés à chaque mode de défaillance. Le calcul de l’IPR est très simple. Il suffit de multiplier trois facteurs pour obtenir un indice qui prend en compte les aspects suivants :
- fréquence (occurrence) F ;
- gravité (severity) G ;
- détectabilité (detection) D[2]

C = F × G × D.
Plus C est grand, plus le mode de défaillance est critique. Lorsque les indices sont notés sur 10, les entreprises fixent généralement une criticité maximale (sans action corrective) autour de 100.
Il est également possible d'évaluer la criticité à partir d'une matrice de criticité ; on ne fait alors intervenir que deux paramètres, F et G.
|           |                 | Niveau de Gravité | Niveau de Gravité | Niveau de Gravité | Niveau de Gravité |
|           |                 | Insignifiant      | Marginal          | Critique          | Catastrophique    |
| --------- | --------------- | ----------------- | ----------------- | ----------------- | ----------------- |
| Fréquence | Fréquent        | Indésirable       | Inacceptable      | Inacceptable      | Inacceptable      |
| Fréquence | Probable        | Acceptable        | Indésirable       | Inacceptable      | Inacceptable      |
| Fréquence | Occasionnel     | Acceptable        | Indésirable       | Indésirable       | Inacceptable      |
| Fréquence | Rare            | Négligeable       | Acceptable        | Indésirable       | Indésirable       |
| Fréquence | Improbable      | Négligeable       | Négligeable       | Acceptable        | Indésirable       |
| Fréquence | Invraisemblable | Négligeable       | Négligeable       | Négligeable       | Acceptable        |

Notons que cette matrice présente des similitudes avec la matrice d'Eisenhower utilisée pour déterminer le degré d'urgence d'une tâche. En effet, cette dernière présente également un axe désignant l'importance (correspondant à la gravité dans le cas de la criticité), et un axe temporel (mais qui désigne l'urgence et non pas la fréquence).
En fonction des utilisateurs de cet outil, les critères peuvent varier. En automobile, par exemple, le critère « contrôlabilité » est utilisé pour prendre en compte le fait que le conducteur puisse ou non maitriser son véhicule en cas de défaillance.

## Types d'AMDEC
Il existe (en 2010) cinq principaux types d'AMDEC :
- l'AMDEC fonctionnelle permet, à partir de l'analyse fonctionnelle, de déterminer les modes de défaillances ou causes amenant à un événement redouté ;
- l'AMDEC produit permet de vérifier la viabilité d'un produit développé par rapport aux exigences du client ou de l'application ;
- l'AMDEC processus permet d'identifier les risques potentiels liés à un procédé de fabrication conduisant à des produits non conformes ou des pertes de cadence ;
- l'AMDEC moyen de production permet d'anticiper les risques liés au non-fonctionnement ou au fonctionnement anormal d'un équipement, d'une machine ;
- l'AMDEC flux permet d'anticiper les risques liés aux ruptures de flux matière ou d'informations, les délais de réaction ou de correction, les coûts inhérents au retour à la normale.

Une variante, l'AMDEC inversée, consiste à appliquer l’analyse directement sur les lignes de production, après la phase de conception. Elle permet de confronter les risques théoriques aux réalités du terrain et de vérifier l’efficacité des mesures de prévention et de détection. Cette méthode est notamment exigée par certains constructeurs automobiles dans le cadre de la validation des processus de fabrication[source secondaire souhaitée].
Par ailleurs, dans certains secteurs industriels, des adaptations spécifiques de l'AMDEC prenent en compte des exigences normatives ou réglementaires particulières, comme l'AMDEC ATEX, utilisée pour les équipements en atmosphères explosibles[réf. nécessaire].
Chacun de ces types d'AMDEC donne en sortie un document de travail incontournable pour la suite du développement, par exemple :
- pour l'AMDEC produit, un plan de fiabilisation ;
- pour l'AMDEC processus, un plan de surveillance, contrôle qualité ;
- pour l'AMDEC moyen, une gamme de maintenance préventive ;
- pour l'AMDEC flux, le plan de sécurisation ainsi que les stocks et délais de sécurité.

## Format d'AMDEC
Pour réaliser une AMDEC, on utilise un tableau qui comporte les colonnes suivantes :
- composant ou sous-ensemble ;
- modes potentiels de défaillance ;
- causes possibles de chaque mode de défaillance ;
- effets de chaque mode de défaillance sur le système ;
- indice de fréquence ;
- indice de gravité ;
- indice de détectabilité ;
- criticité actuelle ;
- actions recommandées et/ou remarques (ex. : suggestions éventuelles).

Suivant le niveau de criticité atteint, certaines actions d'amélioration sont nécessaires. Pour juger de leur impact, il faut refaire une cotation pour diminuer ainsi la criticité jusqu'à un niveau acceptable. Certains préconisent de chiffrer la criticité visée après action.

## Secteurs d'activité utilisant l'AMDEC
L'AMDEC est très utilisée dans le secteur de l'automobile, de l'aéronautique, du ferroviaire et du matériel médical, tout au long du processus de conception, développement et exploitation.
Une méthode dérivée de l'AMDEC est aussi utilisée dans les industries agro-alimentaire, chimique et pharmaceutique : le HACCP. Cette méthode s'intéresse plus particulièrement à la fabrication et s'apparente à l'AMDEC processus.
Depuis la mise en place de la nouvelle directive ATEX, les fabricants de machines utilisées en atmosphère explosible doivent obligatoirement réaliser une AMDEC ATEX, qui permettra d'identifier les risques d'échauffement ou d'étincelles, quelle que soit leur origine.
Dans les nouvelles méthodes d’étude de la fiabilité, l'AMDEC est aussi employée pour déterminer les contributions intrinsèques et extrinsèques des divers mécanismes de défaillances. À partir de cette analyse, les paramètres importants pour la compréhension des dégradations survenues lors de la qualification ou du retour opérationnel du système électronique ou optoélectronique permettent d'effectuer le suivi du système amélioré lors d'un nouveau test d'endurance.

## Limites
Si l'AMDEC est un outil très intéressant pour la sûreté de fonctionnement, elle ne permet pas cependant d'avoir une vision croisée des pannes possibles et de leurs conséquences : si deux pannes surviennent en même temps sur deux sous-systèmes, l'AMDEC ne permet pas d'en faire l'analyse. Dans ce cas, des études complémentaires sont nécessaires, par arbres de défaillances ou blocs diagrammes de fiabilité notamment.
Par exemple, dans l'aéronautique, les accidents d'avions sont très rarement liés à une seule défaillance ; ils résultent généralement de plusieurs défaillances techniques ou organisationnelles qui se manifestent simultanément.
L'AMDEC ne permet pas de tenir compte des phénomènes dynamiques.
La qualité d'une AMDEC est liée à l'exhaustivité des modes de défaillance identifiés. Celle-ci est fortement dépendante de l'expérience des auteurs de l'étude.
De plus, l'outil AMDEC ne doit pas devenir une fin en soi. Les actions préconisées doivent être mises en œuvre et un suivi de leur efficacité doit être assuré.

## Liens
- Fiches Méthodologiques, Institut pour la maîtrise des risques.
- Partage de connaissances sur l'AMDEC